# Vincent A. De Gaetano
Vincent A. De Gaetano (né le 17 août 1952) est un juge maltais, siégeant depuis 2010 comme juge à la Cour européenne des droits de l'homme au titre de Malte. Depuis le 3 novembre 2010, il est vice-président de la Section IV.

## Biographie
De Gaetano succède à Giovanni Bonello (en), qui, avec deux autres candidats, a été proposé en 1998 par le Premier ministre de l'époque, Alfred Sant. L'élection d'un juge maltais à la CEDH traînait en longueur depuis 2004, l'Assemblée parlementaire du Conseil de l'Europe ayant rejeté à deux reprises les listes exclusivement masculines du gouvernement maltais.
De Gaetano est juge en chef de Malte de 2002 à 2010. Il est actuellement commissaire à l’éducation au sein du bureau du médiateur.